# Jane Addams
Jane Adams, teljes nevén Laura Jane Addams (Cedarville, Illinois, 1860. szeptember 6. – Chicago, 1935. május 21.) amerikai aktivista, reformer, szociális munkás, szociológus, közigazgatási tisztviselő, filozófus, és író. 
A szociális munka és a női választójog történetének fontos vezetője volt az Egyesült Államokban. Társalapítója volt a chicagói (Illinois állam) Hull House-nak, Amerika egyik leghíresebb telepesházának, amely széles körű szociális szolgáltatásokat nyújtott szegény, nagyrészt bevándorló családoknak. 1910-ben Addams volt az első nő aki tiszteletbeli Master of Arts diplomát kapott a Yale Egyetemtől. 1920-ban társalapítója az Amerikai Polgárjogi Uniónak (ACLU), az amerikai polgárjogi szövetségnek (American Civil Liberties Union, ACLU ). Az Egyesült államokban a világbéke szószólója és a szociális munkás szakma megalapítójaként 1931-ben az első amerikai nőként kapta meg a Nobel-békedíjat. 1931-ben radikális pragmatista volt, és vitathatatlanul ő volt az első női közfilozófus az Egyesült Államokban. A progresszív korszakban, amikor olyan elnökök is, mint Theodore Roosevelt és Woodrow Wilson reformereknek és társadalmi aktivistáknak vallották magukat, Addams az egyik legjelentősebb reformer volt. Segített Amerikának olyan, az anyákat foglalkoztató kérdésekkel foglalkozni és rájuk összpontosítani, mint a gyermekek szükségletei, a helyi közegészségügy és a világbéke. "A nők hasznosítása a városi kormányzatban" című esszéjében a kormányzat és a háztartás működése közötti kapcsolatról, kijelentve, hogy a kormányzat számos részlege, mint például a higiénia és a gyermekek iskoláztatása, visszavezethető a hagyományos női szerepekre a magánszférában. 1935-ben bekövetkezett halálakor a legismertebb női közéleti személyiség volt az Egyesült Államokban.

## Korai évei
Az Illinois állambeli Cedarville-ben született, Jane Addams nyolc gyermek közül a legfiatalabb volt, egy jómódú észak-illinois-i, angol-amerikai származású, a gyarmati Pennsylvaniáig visszavezethető családban. 1863-ban, kétévesen, édesanyja, Sarah Addams(szül. Weber) meghalt, miközben kilencedik gyermekével volt terhes. Ezután Addamsról többnyire idősebb testvérei gondoskodtak. Mire nyolcéves lett, négy testvére meghalt: három csecsemőkorában, egy pedig 16 éves korában.
Négyéves korában elkapta a gerinc tuberkulózist, az úgynevezett Potts-kórt, ami gerincének görbületét és életre szóló egészségügyi problémákat okozott. Ez gyerekként megnehezítette a többi gyerekkel való együttlétet, tekintve, hogy sántított és nem tudott olyan jól futni.

## Kapcsolata apjával
Jane Addams gyermekkorában imádta apját, John H. Addamst, aki alapító tagja volt az Illinois-i Republikánus Pártnak, Illinois állam szenátoraként szolgált (1855-70), és támogatta barátját, Abraham Lincoln szenátort (1854) és elnökjelöltségét (1860). Apja Lincoln egyik levelét az íróasztalán tartotta, Addams gyerekkorában szívesen nézegette azt. Apja mezőgazdasági vállalkozó volt, nagy fa-, szarvasmarha- és mezőgazdasági birtokokkal; liszt- és fűrészmalmokkal, valamint gyapjúgyárral. Ő volt a freeporti Második Nemzeti Bank elnöke. Apja újraházasodott 1868-ban, Addams nyolcéves korában. Második felesége Anna Hosteler Haldeman, egy freeporti molnár özvegye volt.
Gyermekkorában Addamsnek nagy álma volt arról, hogy valami hasznosat tegyen a világban. Mohó olvasója volt Charles Dickensnek, az ő műveinek olvasása nyomán kezdett érdeklődni a szegények iránt. Addams olvasmányai és édesanyjának a cedarville-i szegények iránti jósága által inspirálva döntött úgy, hogy orvos lesz, hogy ezáltal a szegények között élhessen és dolgozhasson.
Apja arra bátorította, hogy folytassa a felsőoktatásban végzett tanulmányait, de az otthonához közel. Ő azonban nagyon szeretett volna a Massachusettsben lévő új női főiskolára, a Smith College-ra járni; de apja azt követelte tőle, hogy a közeli Rockford Female Seminary (ma Rockford University), az Illinois állambeli Rockfordba járjon.

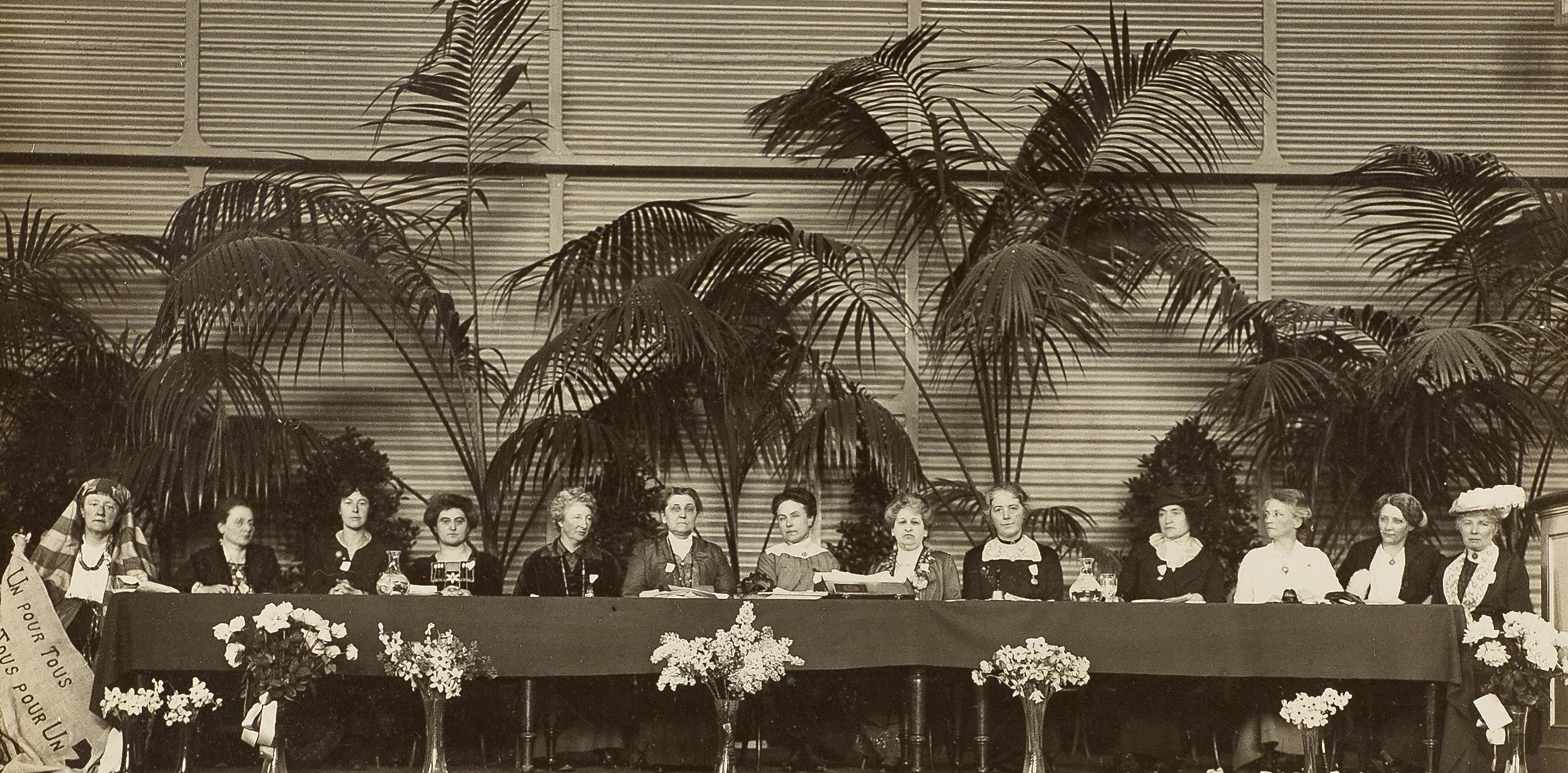
Jane Addams a nemzetközi kongresszuson 1915-ben

A Rockfordban szerzett tapasztalataival az amerikai nők első hullámába tartozott, akik főiskolai oktatásban részesültek. Kiválóan teljesített ebben a kizárólag nőkből álló környezetben. Szerkesztette a főiskolai újságot, ő volt a búcsúbeszédet mondó diák, részt vett a vitaklubban és vezette az 1881-es évfolyamot. Addams felismerte, hogy neki és másoknak, akik a középiskola utáni oktatásban vettek részt, új lehetőségei és kihívásai lesznek. Ezt a Bread Givers (1880) című beszédében fejezte ki, amelyet az első évében tartott. Megjegyezte a "változást, amely ... a nők ambícióiban és törekvéseiben történt." Az intellektusuk és a közvetlen munka fejlesztése során valami új keletkezett. Nemzedékének művelt asszonyai "nem akartak sem férfinak, sem férfihoz hasonlónak lenni", hanem "ugyanolyan jogot követeltek a független gondolkodásra és cselekvésre". Minden fiatal nő "új önbizalmat nyert a lehetőségeiben, és frissebb reményt a folyamatos fejlődésben." Addams 20 évesen felismerte a változó kulturális környezetet, és Rockfordban tanulta meg azokat a készségeket, amelyekkel a jövő telepesmozgalmának vezetője lehetett.
Rockfordi tanulmányai idején jelentős hatással voltak rá Thomas Carlyle, John Ruskin, Tolsztoj Leó és mások olvasmányai. 1881-ben, miután a Rockfordon diplomát szerzett, egyetemi diplomával és Phi Beta Kappa tagsággal, még mindig remélte, hogy a Smithre járhat. Azon a nyáron apja váratlanul meghalt egy hirtelen vakbélgyulladásban. Minden gyermeke nagyjából 50 000 dollárt örökölt (2016-ban ez 1,58 millió dollárnak felel meg).
Apja halálának őszén Addams, valamint nővére, Alice, Alice férje, Harry, és mostohaanyjuk, Anna Haldeman Addams Philadelphia-ba költözött, hogy a három fiatal orvosi tanulmányokat folytathasson. Harry már orvosi képzettséggel rendelkezett, és a Pennsylvaniai Egyetemen végzett további tanulmányokat. Jane és Alice elvégezték az orvosi egyetem első évét a pennsylvaniai Woman's Medical College of Pennsylvanián, de Jane egészségügyi problémái, egy gerincműtét és egy idegösszeomlás miatt nem tudta befejezni a diplomáját. Szomorúsággal töltötte el a kudarc. Mostohaanyja, Anna is beteg volt, ezért az egész család lemondta a két évre szóló tervét, és visszatértek Cedarville-be. Sógora, Harry műtétet hajtott végre a hátán, hogy kiegyenesítse azt. Ezután azt tanácsolta neki, hogy ne folytassa a tanulmányait, hanem helyette utazzon.
1883 augusztusában mostohaanyjával egy kétéves európai körútra indult, időnként utazva barátaival és családjával, akik csatlakoztak hozzájuk. Addams úgy döntött, hogy nem kell orvosnak lennie ahhoz, hogy segítsen a szegényeken.
1887 júniusában tért haza európai körútjáról, mostohaanyjánál élt Cedarville-ben, és vele töltötte a telet Baltimore-ban. Addams, még mindig nem volt biztos a jövőjében, homályos ambíciókkal teli, depresszióba süllyedt, haszontalannak érezte magát, miközben a jómódú fiatal nőtől elvárt hagyományos életet élte. Hosszú leveleket írt barátjának Ellen Gates Starrnak a rockfordi szemináriumból, többnyire a kereszténységről és a könyvekről, de néha a kétségbeeséséről is.
Unokaöccse James Weber Linn (1876–1939) volt, aki angolt tanított a Chicagói Egyetemen, és az Illinois-i Közgyűlésben szolgált. Linn könyveket és újságcikkeket is írt.

## Települési ház

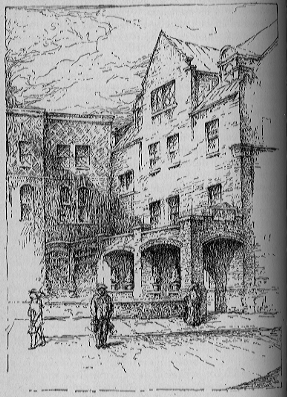
Hull Hause

Addams közben ihletet merített abból, amit olvasott. A korai keresztények és Tolsztoj My Religion című könyve lenyűgözte őt, és 1886 nyarán keresztyénnek keresztelkedett a Cedarville Presbyterian Church-ben. Giuseppe Mazzini Az ember kötelességei című könyvét olvasva kezdte megihletni a demokrácia, mint társadalmi ideál gondolata. Mégis zavartnak érezte női szerepét. John Stuart Mill The Subjection of Women című műve megkérdőjelezte a nőkre nehezedő társadalmi nyomást, hogy férjhez menjen, és életét a családnak szentelje.
1887 nyarán Addams egy folyóiratban olvasott a telepház alapításának új ötletéről. Elhatározta, hogy ellátogat a világ első csarnokába, a londoni Toynbee Hallba. Ő és számos barátja, köztük Ellen Gates Starr, 1887 decemberétől 1888 nyaráig Európába utazott. Addams eleinte senkinek sem beszélt az álmáról, hogy telepes házat alapítson; de egyre nagyobb bűntudatnak érezte magát, amiért nem cselekedett az álma szerint. Abban a hitben, hogy álmának megosztása segíthet neki cselekedni, elmondta tervét Ellen Gates Starrnak. Starrnak tetszett az ötlet, és beleegyezett, hogy csatlakozzon Addams települési ház alapítási ötletéhez.
Addams és egy másik barátja Starr nélkül utazott Londonba, mivel Star elfoglalt volt. A Toynbee Hallba tett látogatása elbűvölte Adamst. Álma, hogy az osztályok társadalmilag keveredjenek a kölcsönös előnyök érdekében, ahogyan azt a korai keresztény körökben megtették, új típusú intézményben testesült meg.
A telepház, ahogy Addams felfedezte, olyan tér volt, amelyben váratlan kulturális kapcsolatok jöhetnek létre, és ahol kitágíthatók a kultúra, az osztály és az oktatás szűk határai. Közösségi művészeti központként és szociális szolgáltató intézményként működtek. Lerakták az amerikai civil társadalom alapjait, egy semleges teret, amelyben a különböző közösségek és ideológiák tanulhatnak egymástól, és közös alapot kereshetnek a kollektív cselekvéshez. A telepház szerepe „végtelen erőfeszítés volt, hogy a kultúra és a „dolgok kérdése” együtt járjon. A véget nem érő erőfeszítés saját életének története volt, küzdelme azért, hogy újjáélesítse saját kultúráját az Amerika városaiban élő bevándorló közösségek sokféleségével és konfliktusaival, valamint a társadalmi reform szükségességeivel való újrakapcsolódással.

## A  Hull House negyed
A Hull House negyed olyan európai etnikai csoportok keveréke volt, amelyek a 20. század elején vándoroltak be Chicagóba. Ez a keverék volt az a talaj, ahol a Hull House belső társadalmi és filantróp elitistái tesztelték elméleteiket, és megkérdőjelezték az intézményt. Az etnikai keveréket a Bethlehem-Howard Neighborhood Center jegyzi: "A németek és a zsidók a belső magtól délre (a Twelfth Streettől délre) laktak... A Harrison, a Halsted Street és a Blue Island Streets által alkotott görög delta pufferként szolgált az északon lakó íreknek és északnyugaton a kanadai franciáknak." Az olaszok a Hull House Neighborhood belső magjában laktak... a keleti folyótól a nyugati végekig, nevét Little Italy néven ismerték. A görögök és a zsidók más bevándorlócsoportok maradványaival együtt a 20. század elején kezdték el kivándorlásukat a környékről. Csak az olaszok maradtak meg sértetlen és virágzó közösségként a nagy gazdasági világválságon, a második világháborún keresztül, és jóval a Hull House 1963-as végsõ pusztulása után is.
A Hull House Amerika legismertebb települési háza lett. Addams arra használta, hogy rendszerirányított változást generáljon, azon az elven, hogy a családok biztonsága érdekében javítani kell a közösségi és társadalmi feltételeket. A környéket a helyi politikai főnökök ellenőrizték.

## Etika

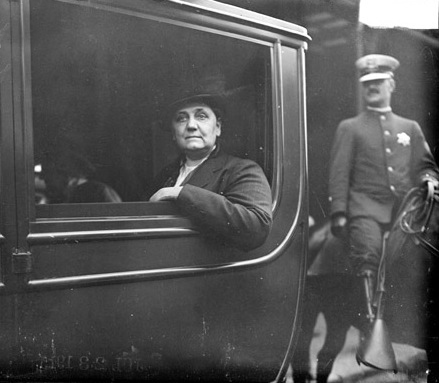
Jane Addams 1915-ben

Starr és Addams három „etikai elvet” dolgozott ki a társadalmi rendezésekre: „példával tanítani, az együttműködést gyakorolni, és gyakorolni a szociáldemokráciát, vagyis az egyenlőségre törekvő vagy demokratikus társadalmi kapcsolatokat az osztályhatárokon átívelően”. Így a Hull House átfogó programot kínált civil, kulturális, szabadidős és oktatási tevékenységekből, és csodáló látogatókat vonzott a világ minden tájáról, köztük William Lyon Mackenzie Kinget, a Harvard Egyetem végzős hallgatóját is, aki később Kanada miniszterelnöke lett. Az 1890-es években Julia Lathrop, Florence Kelley és a ház többi lakója a társadalmi reformtevékenység világközpontjává tették. A Hull House a legújabb módszertant (úttörő a statisztikai feltérképezésben) használta a túlzsúfoltság, az iskolakerülés, a tífusz, a kokain, a gyerekek olvasásának, az újságosok, a csecsemőhalandóság és a szülésznői szolgálat tanulmányozására. A közvetlen szomszédság javítására irányuló erőfeszítésektől kezdve a Hull House csoport részt vett a város és az állam egészére kiterjedő kampányokban a jobb lakhatásért, a közjólét javításáért, a szigorúbb gyermekmunka törvényekért és a dolgozó nők védelméért. Addams prominens látogatókat hozott a világ minden tájáról, és szoros kapcsolatot ápolt Chicagói vezető értelmiségiekkel és filantrópokkal. 1912-ben segített elindítani az új Haladó Pártot, és támogatta Theodore Roosevelt elnökválasztási kampányát.
"Addams filozófiája egyesítette a feminista érzékenységet az együttműködési erőfeszítések révén megvalósuló társadalmi fejlődés iránti megingathatatlan elkötelezettségével. Bár szimpatizált a feministákkal, szocialistákkal és pacifistákkal, Addams nem volt hajlandó címkézni. Ez az elutasítás inkább pragmatikus volt, mint ideologikus."

## A hangsúly a gyerekeken
A Hull House hangsúlyozta a gyermekek szerepének fontosságát az új bevándorlók amerikanizálódási folyamatában. Ez a filozófia elősegítette a játékmozgalmat, valamint a szabadidő, az ifjúság és a humán szolgáltatások kutatási és szolgáltatási területeit is. Addams a The Spirit of Youth and the City Streets-ben (1909) azzal érvelt, hogy játék- és szabadidős programokra van szükség, mert a városok tönkreteszik a fiatalság szellemét. A Hull House számos művészeti és drámai programot, óvodai foglalkozásokat, fiú- és lányklubokat, nyelvórákat, olvasóköröket, főiskolai bővítési tanfolyamokat, valamint nyilvános fürdőket, tornatermet, munkaügyi múzeumot és játszóteret kínált. Mindegyikük célja a demokratikus együttműködés, a kollektív cselekvés és az individualizmus lekicsinyítése volt. Segített átadni az első bérlakási törvénykönyvet és az első gyári törvényeket.
A Hull House munkatársaival együtt 1901-ben Jane Addams megalapította a Fiatalkorúak Védelmi Egyesületét. A JPA biztosította az első pártfogó felügyelőket az Egyesült Államok első Fiatalkorúak Bíróságához, amíg ez kormányzati funkcióvá nem vált. 1907-től az 1940-es évekig a JPA számos tanulmányban részt vett, amelyek olyan témákat vizsgáltak, mint a rasszizmus, a gyermekmunka és a kizsákmányolás, a kábítószerrel való visszaélés és a prostitúció Chicagóban, valamint ezek hatása a gyermekek fejlődésére. Az évek során küldetésük a sérülékeny gyermekek szociális és érzelmi jólétének és működésének javítása lett, hogy otthon, az iskolában és a közösségükben kiaknázhassák képességeiket.

## Társadalmi betegségek dokumentálása

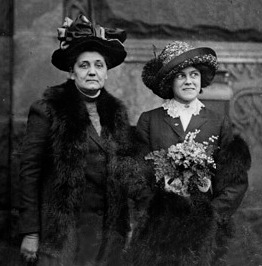
Delegáció a nők választójogi törvényhozásához Jane Addams, Hull House (balra) és Elizabeth Burke, a Chicagói Egyetem munkatársa

Addams és kollégái dokumentálták a tífusz közösségi földrajzi helyzetét, és arról számoltak be, hogy a szegény munkások viselik a betegség súlyát. Beazonosította azt a politikai korrupciót és üzleti kapzsiságot, amely miatt a városi bürokrácia figyelmen kívül hagyta az egészségügyi, higiéniai és építési szabályokat. A környezetvédelmi igazságszolgáltatás és az önkormányzati reform összekapcsolásával végül legyőzte a főnököket, és előmozdította a városi szolgáltatások igazságosabb elosztását és korszerűsítette az ellenőrzési gyakorlatokat. Addams beszélt a "nyilvános kikapcsolódás kétségtelen erejéről, amely összehozza egy közösség osztályait az egymástól való elkülönítés érdekében."  Addams a chicagói egészségügyi testülettel dolgozott, és a Playground Association of America első alelnökeként szolgált.

## Hangsúly a prostitúción
1912-ben Addams kiadta A New Conscience and Ancient Evil című könyvét a prostitúcióról. Ez a könyv rendkívül népszerű volt. Addams úgy gondolta, hogy a prostitúció csak emberrablás eredménye. Később könyve ihlette Stella Wynne Herron 1916-os Cipők című novelláját, amelyet Lois Weber átdolgozott egy 1916-os, azonos című, úttörő filmmé.

## Női ideálok
Addams és munkatársai eredetileg a Hull House-t átviteli eszköznek szánták, hogy a főiskolán végzett magas kultúra értékei eljussanak a tömegekhez, ideértve az Efficiency Movementet is, amely a 20. század elején az ipari nemzetek jelentős mozgalma a pazarlás azonosítására és megszüntetésére törekedett a gazdaságban és a társadalomban, valamint a legjobb gyakorlatok kidolgozása és végrehajtása. Az idő múlásával azonban a hangsúly a művészet és a kultúra szomszédságba hozataláról a közösség szükségleteinek kielégítésére helyezte gyermekfelügyelet, oktatási lehetőségek és nagy találkozóterek biztosításával. A Hull House több mint próbaterepe lett a főiskolai végzettségű, profi nők új generációja számára: része lett annak a közösségnek is, amelyben megalapították, és fejlődése közös történelmet tár fel.

## Jane Addams 1912-es vázlata
Addams 1912-es vázlatában felszólította a nőket, különösen a szabadidővel és energiával rendelkező középosztálybeli nőket, valamint a gazdag filantrópokat, hogy éljenek állampolgári kötelességükkel és vegyenek részt az önkormányzati ügyekben, mint "polgári háztartás". Addams ezáltal kibővítette az állampolgári kötelesség fogalmát, magában foglalva a nők anyaságon túli szerepeit is (ami a gyermekneveléssel járt). A nők élete a „felelősség, gondoskodás és kötelezettség” körül forgott, ami a női hatalom forrását jelentette. Ez a felfogás adta az Addams által meghatározott önkormányzati vagy civil háztartási szerep alapját, és súlyt adott az Addams által támogatott női választójogi mozgalomnak. Addams azzal érvelt, hogy a nők – a férfiakkal ellentétben – az emberi jólét kényes témáiban kaptak képzést, és hagyományos háztartási szerepükre kell építeniük, hogy polgári házvezetőnők legyenek. A kibővített háztartási feladatok reformtörekvésekkel jártak a mérgező szennyvíz, a szennyezett tej (amely gyakran hordozta a tuberkulózist), a füsttel teli levegő és a nem biztonságos üzemi körülmények tekintetében. Addams vezette a "szemétháborút"; 1894-ben ő lett az első nő, akit kineveztek egészségügyi felügyelőnek Chicagó 19. kerületében. A Hull House Women's Club segítségével egy éven belül több mint 1000 egészségügyi törvénysértést jelentettek a városi tanácsnak, a szemétszállítás bevezetése csökkentette a halálozást és a betegségeket.
Addams hosszú megbeszéléseket folytatott John Dewey filozófussal, amelyek során újradefiniálták a demokráciát a pragmatizmus és a civil aktivizmus szempontjából, inkább a kötelességre és kevésbé a jogokra helyezve a hangsúlyt. A két vezető perspektíva, amely Addams-t és koalícióját megkülönböztette a hatékonysággal jobban foglalkozó modernizálóktól, az volt, hogy ki kell terjeszteni a társadalmi és gazdasági életre azokat a demokratikus struktúrákat és gyakorlatokat, amelyek eddig a politikai szférára korlátozódtak, például Addams programszerű támogatásában a szakszervezetek és a gazdasági élet területén. másodszor, új társadalmi etikára való felhívásuk, amely kiszorítja az individualista szemléletet, mivel az már nem megfelelő a modern társadalomban.

## Vallás és vallási indítékok

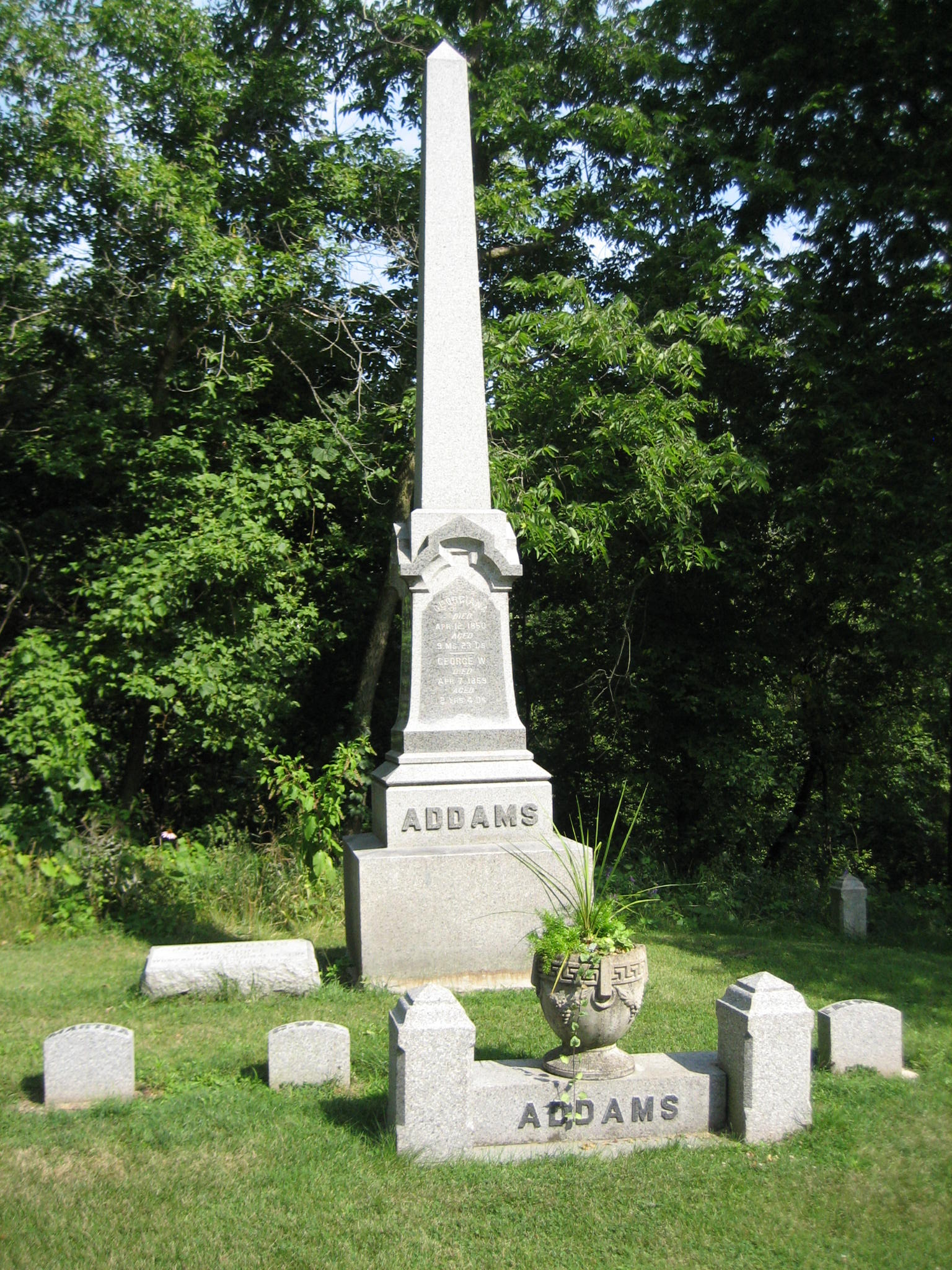
Jane Addams sírja a Cedarville temetőben, Cedarville, Illinois, USA

Addams vallásos meggyőződését széleskörű olvasottsága és élettapasztalata alakította ki. Telepítési munkáját a „szociális keresztény” mozgalom részének tekintette. Addams a társadalmi kereszténységről a Toynbee Hall társalapítóitól, Samueltől és Henrietta Barnetttől tanult. Barnetták nagy érdeklődést mutattak mások keresztény hitre térítése iránt, de úgy gondolták, hogy a keresztényeknek jobban foglalkozniuk kell a világgal, és az angliai szociális keresztény mozgalom egyik vezetőjének, W. H. Fremantle-nek a szavai szerint „minden emberi kapcsolatot Krisztus önmegtagadó szeretetének szellemével kellene átitatniuk”.

## Politika
1898-ban Addams csatlakozott az Anti-Imperialista Ligához, ellenezve a Fülöp-szigetek amerikai annektálását. A Progresszív Párt elkötelezett híveként Theodore Rooseveltet jelölte az elnöki posztra az 1912 augusztusában Chicagóban megtartott Pártkongresszuson. Feliratkozott a párt platformjára, annak ellenére, hogy több csatahajó építésére volt szükség. A továbbiakban Roosevelt 1912-es elnökválasztási kampánya mellett beszélt és kampányolt.
1915 januárjában bekapcsolódott a Woman's Peace Party-ba, és országos elnökké választották. Addams európai női békeaktivisták meghívták az 1915. április 28–30-i Hágai Nők Nemzetközi Kongresszusának elnöki tisztére, és a háború végét kereső bizottság élére választották. Ez magában foglalta a semleges országok tíz vezetőjének megbeszélését, valamint a háborúban állókkat is, hogy megvitassák a közvetítést. Ez volt az első jelentős nemzetközi erőfeszítés a háború ellen.

## Pacifizmus
Addams a hazai és a nemzetközi békemozgalmak jelentős szintetizáló alakja volt, figuraként és vezető teoretikusként is szolgált; különösen az orosz regényíró, Lev Tolsztoj, valamint John Dewey és George Herbert Mead filozófusok pragmatizmusa hatott rá. Könyvei, különösen a Béke és béke újabb eszméi és a kenyér háború idején, valamint békeaktivizmusa a korai feminista elméleteket és perspektívákat adta a békéről és a háborúról. Úgy képzelte el, hogy a demokrácia, a társadalmi igazságosság és a béke kölcsönösen erősítik egymást. Addams 1899-től háborúellenes aktivista lett, a spanyol–amerikai háborút követő imperialista mozgalom részeként. A Newer Ideals of Peace (1907) című könyve átformálta a békemozgalmat világszerte, hogy magában foglalja a társadalmi igazságosság eszméit. Olyan társadalmi igazságosság reformereket toborzott, mint Alice Hamilton, Lillian Wald, Florence Kelley és Emily Greene Balch, hogy csatlakozzanak  az új, 1914 utáni nemzetközi női békemozgalomhoz. Addams munkája az első világháború után érte el gyümölcsét, amikor a nagy intézményi szervek elkezdték a békét összekötni a társadalmi igazságossággal, megvizsgálva a háború és konfliktus mögöttes okait.
1899-ben és 1907-ben a világ vezetői a békére törekedtek egy innovatív és befolyásos békekonferencia összehívásával Hágában. Ezek a konferenciák hozták létre az 1899-es és 1907-es hágai egyezményt. Az 1914-es konferenciát az I. világháború miatt törölték. Az űrt a Nők által Hágában összehívott nem hivatalos konferencia töltötte be. Abban az időben az Egyesült Államok és Hollandia semleges volt. Jane Addams elnökölt ezen az úttörő hágai Nemzetközi Nők Kongresszusán, amelyen csaknem 1200 fő vett részt 12 harcoló és semleges országból. Céljuk az volt, hogy egy keretet dolgozzanak ki a háborús erőszak megszüntetésére. Mind a nemzeti, mind a nemzetközi politikai rendszerek kizárták a női hangokat. A női delegáltak azzal érveltek, hogy a nők kizárása a politikai diskurzusból és a háború és béke körüli döntésekből hibás politikát eredményez. A küldöttek egy sor határozatot fogadtak el, amelyek foglalkoztak ezekkel a problémákkal, és felszólítottak a franchise kiterjesztésére és a nők érdemi bevonására a formális nemzetközi békefolyamatokba a háború végén. A konferenciát követően Addams és egy kongresszusi delegáció beutazva Európát, mindkét oldal vezetőivel, állampolgári csoportjaival és sebesült katonáival találkozott. A konferencia alatti vezetése és a háború sújtotta régiók fővárosaiba tett utazásai szerepeltek a Nobel-békedíjra való jelölésben.
Addams ellenezte az Egyesült Államok intervencionizmusát és terjeszkedését, és végső soron azok ellen volt, akik külföldön keresték az amerikai dominanciát. 1915-ben beszédet mondott a Carnegie Hallban, és a színpadon kívül kifütyülték, mert ellenezte az Egyesült Államok első világháborúba való beavatkozását. Addams a háborút kataklizmának ítélte, amely aláássa az emberi kedvességet, a szolidaritást és a polgári barátságot, és a családok küzdelmét okozta szerte a világon. Az első világháborúban (1917–1818) viszont hazafias csoportok és újságok elítélték nézeteit.

## Felnőtt élete és öröksége

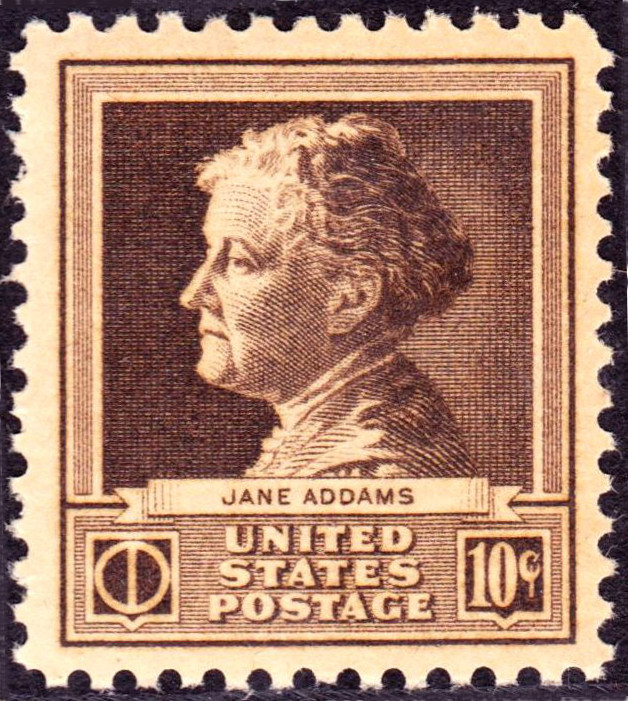
Jane Addams portréja postabélyegen

A Hull House és a Peace Movement széles körben elismert, mint Addams örökségének kulcsfontosságú, kézzelfogható pillére. Míg élete az egyének fejlődésére összpontosított, elképzelései továbbra is befolyásolják a társadalmi, politikai és gazdasági reformokat az Egyesült Államokban, valamint nemzetközi szinten. Addams és Starr létrehozta a település házát, a Hull House-t, hatással volt a közösségre, a bevándorló lakosokra és a szociális munkára.
Addams más reformcsoportokkal együtt dolgozott olyan célok érdekében, mint az első fiatalkorúak bírósági törvénye, a bérházakról szóló rendelet, a nők nyolcórás munkaideje, a gyári ellenőrzés és a munkások kártérítése. Támogatta a szegénység és a bűnözés okainak feltárását célzó kutatásokat, és támogatta a nők választójogát. Határozott szószólója volt a bevándorlók, az afroamerikaiak és a kisebbségi csoportok igazságszolgáltatásának, mivel a NAACP alapító tagja lett. A Hull House tagjai által megnyitott projektek között szerepelt az Immigrants' Protective League, a Juvenile Protective Association, az Egyesült Államok első fiatalkorúak bírósága és egy fiatalkorúak pszichopata klinikája.
Addams írásai és beszédei a Nemzetek Szövetsége megalakulása nevében és a béke szószólójaként befolyásolták az Egyesült Nemzetek Szervezetének későbbi formáját.
Jane Addams támogatta Neva Boyd munkáját is, aki megalapította a Hull House-ban a Rekreációs Képzőiskolát, egy egyéves oktatási programot a csoportos játékok, torna, tánc, drámaművészet, játékelmélet és szociális problémák témakörében. A Hull House-ban Neva Boyd mozgás- és szabadidős csoportokat vezetett gyerekeknek, játékokkal és improvizációval tanította a nyelvtudást, a problémamegoldást, az önbizalmat és a szociális készségeket. A nagy gazdasági világválság idején Boyd a Works Progress Administration (WPA) szabadidős projektjével dolgozott, mint The Chicago Training School for Playground Workers, amely később az Egyesült Államokban a Rekreációs Terápiás és Oktatási Dráma mozgalmak alapja lett.
Jane Addams fő öröksége az, hogy részt vett a Hull House létrehozásában, hatással volt a közösségekre és az egész társadalmi struktúrára, elérte a főiskolákat és egyetemeket az oktatási rendszer jobbításának reményében, és tudását beszédeken keresztül másoknak is átadta. Számos könyv kiadásával és 1931-ben Starrral közösen elnyerte a Nobel-békedíjat, és utat nyitott a nők számára.
Az eredetileg Smith College-ban működő Jane Addams Papers Projectet 2015-ben a Ramapo College-ba helyezték át. Ez a növekvő digitális archívum aktívan bevonja a hallgatókat és a világot Jane Addams munkájába és levelezésébe.

## Főbb munkái

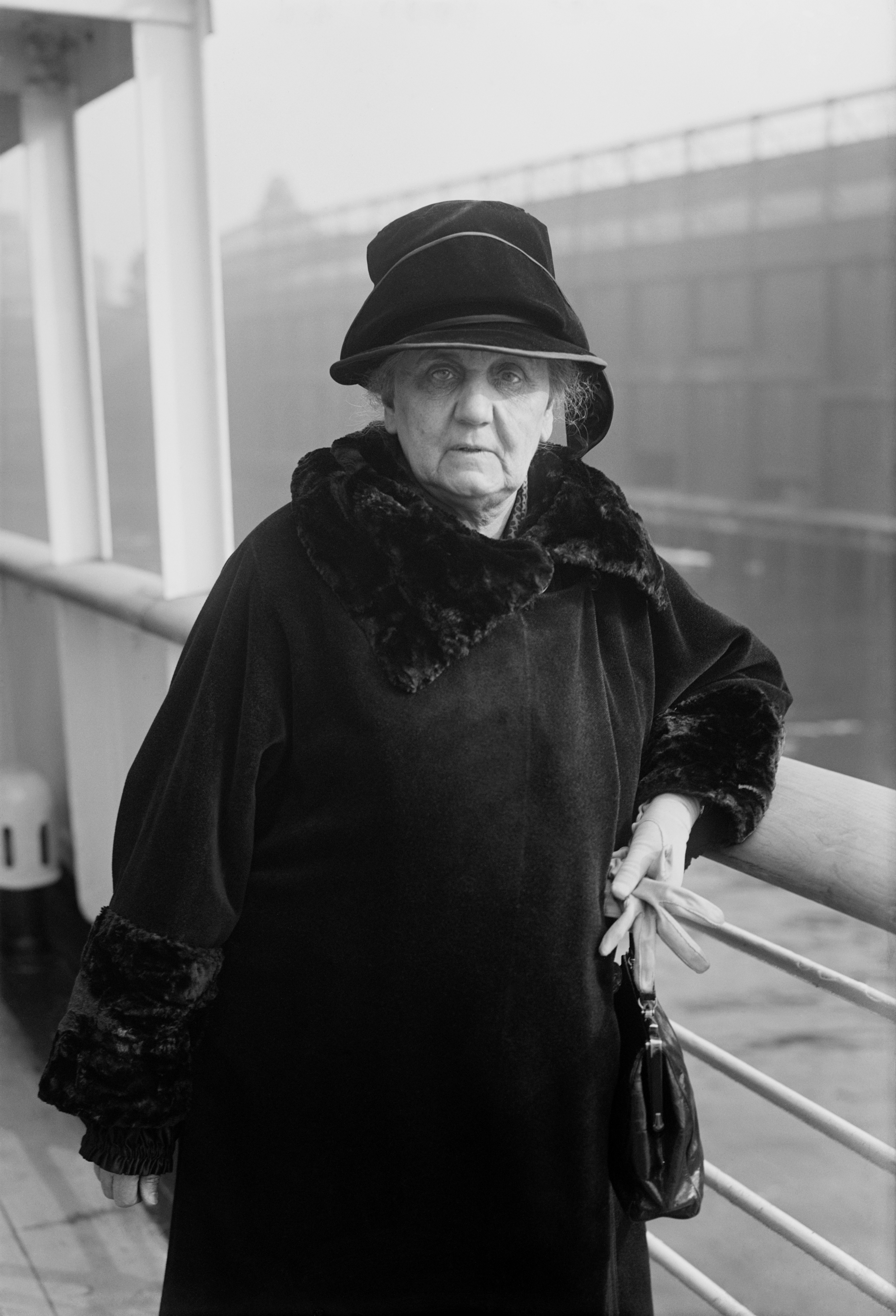
Jane Addams 1926-ban

- Demokrácia és szociáletika. New York, The Macmillan Company, 1902.
- Újabb békeeszmények. New York, The Macmillan Company, 1907.
- Az ifjúság szelleme és a város utcái. New York, The Macmillan Company, 1909.
- Húsz év a Hull House-ban. Önéletrajzi jegyzetekkel. New York, The New American Library, 1910.
- Szimpózium: gyermekmunka a színpadon. Nemzeti Gyermekmunka Bizottság, New York [1911?].
- Egy új lelkiismeret és egy ősi gonosz,. New York, The Macmillan Company, 1912.
- A női emlékezet hosszú útja. New York, The Macmillan Company, 1916.
- Béke és kenyér a háború idején. New York, The Macmillan Company, 1922.
- A második húsz év a Hull House-ban. New York, The Macmillan Company, 1930.
- A Kiválóból állandó lesz. New York, The Macmillan Company, 1932.
- Barátnőm, Julia Lathrop. New York, The Macmillan Company, 1935. (szerk. 2004, Urbana, University of Illinois Press)

## Fordítás
Ez a szócikk részben vagy egészben  a   Jane Addams című angol Wikipédia-szócikk fordításán alapul.  Az eredeti cikk szerkesztőit annak laptörténete sorolja fel. Ez a jelzés csupán a megfogalmazás eredetét és a szerzői jogokat jelzi, nem szolgál a cikkben szereplő információk forrásmegjelöléseként.